# Zdravko Praznik
Zdravko Praznik, slovenski politik in ekonomist * 9. junij 1924, Dravograd, † januar 2020, Maribor.  
Med 1. septembrom 1997 in 22. junijem 2000 je bil državni sekretar Republike Slovenije na Ministrstvu za finance Republike Slovenije (minister za finance: Mitja Gaspari)